# Belview
Belview – miasto w Stanach Zjednoczonych, w stanie Minnesota, w hrabstwie Redwood.